# Grosshöchstetten
Grosshöchstetten é uma comuna da Suíça, situada no distrito administrativo de Berna-Mittelland, no cantão de Berna. Tem 3,4 km² de área e sua população em 2018 foi estimada em 4.165 habitantes.